# Oniscopsis inabai
Oniscopsis inabai is een eenoogkreeftjessoort uit de familie van de Tetragonicepsidae. De wetenschappelijke naam van de soort is voor het eerst geldig gepubliceerd in 1983 door Kitazima.